# Tony Vidmar
Tony Vidmar (ur. 4 lipca 1970 w Adelaide) – australijski piłkarz, były reprezentant kraju. Był członkiem drużyny australijskiej w czasie biorącej udział na Olimpiadzie w Barcelonie. Vidmar został wybrany jako członek drużyny na Mistrzostwa Świata w Piłce Nożnej 2006, ale po wykryciu u niego zaburzenia rytmu serca został zmuszony do wycofania się z drużyny australijskiej.
Młodszy brat Aurelio Vidmara, australijskiego piłkarza i olimpijczyka. 